# Kyle Rasmussen
Kyle Rasmussen (* 20. Juni 1968 in Sonora, Kalifornien) ist ein ehemaliger US-amerikanischer Skirennläufer. Er gehörte 13 Jahre lang der US-amerikanischen Skinationalmannschaft an. 1996 wurde er US-amerikanischer Meister im Super-G. Während seiner Karriere nahm er an drei Olympischen Winterspielen teil.
Rasmussen schaffte 1985 den Sprung in die US-amerikanische Skinationalmannschaft. Der internationale Durchbruch gelang ihm aber erst Mitte der 1990er Jahre. Obwohl er sich zuvor im Weltcup nie unter den besten Zehn hatte platzieren können, fuhr er bei den Olympischen Winterspielen 1994 in Lillehammer in der Kombinationsabfahrt überraschend auf den zweiten Platz. Eine miserable Leistung im Slalom verhinderte dann allerdings eine Topplatzierung.
In der nacholympischen Saison bestätigte Rasmussen dann seine Leistungen und etablierte sich dauerhaft neben Tommy Moe und AJ Kitt als einer der besten Abfahrer der USA. Im Januar 1995 gewann er als erster US-Amerikaner seit Bill Johnson 1984 das prestigeträchtige Lauberhornrennen in Wengen. Sechs Wochen später landete er bei der Abfahrt von Kvitfjell den zweiten Weltcupsieg seiner Karriere. Insgesamt konnte Rasmussen sich zwischen März 1994 und Dezember 1996 bei zwölf Weltcuprennen unter den besten Zehn platzieren.
Jäh unterbrochen wurde seine Karriere, als er sich im Januar 1997 beim Lauberhornrennen im linken Knie das Kreuzband anriss. Nach seiner Wiedergenesung kehrte er zwar wieder in das US-Ski-Team zurück und qualifizierte sich auch für die Olympischen Winterspiele 1998, an seine Spitzenplatzierungen vermochte er jedoch nicht mehr anzuknüpfen. Nach der Saison 1997/98 erklärte er seinen Rücktritt aus der Skinationalmannschaft und schloss sich der nordamerikanischen Profirenntour an. Heute lebt er mit seiner Frau Linda und zwei Kindern im Skigebiet von Bear Valley, das von seinem Großvater gegründet wurde.

## Weltcupsiege
| Datum           | Ort       | Land     | Disziplin |
| --------------- | --------- | -------- | --------- |
| 21. Januar 1995 | Wengen    | Schweiz  | Abfahrt   |
| 11. März 1995   | Kvitfjell | Norwegen | Abfahrt   |